# Macrolepiota gracilenta
Macrolepiota gracilenta är en svampart som först beskrevs av Julius Vincenz von Krombholz, och fick sitt nu gällande namn av Wasser 1978. Macrolepiota gracilenta ingår i släktet Macrolepiota och familjen Agaricaceae.   Inga underarter finns listade i Catalogue of Life.